# Fehmarn Bält

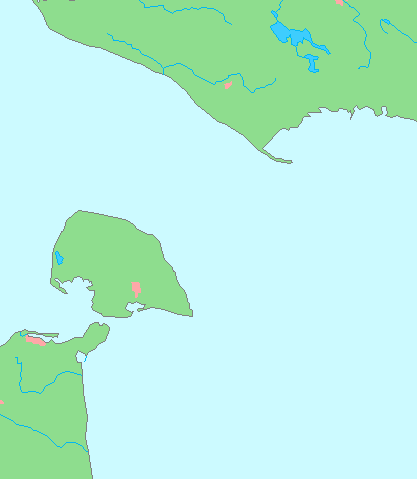
Karta över Fehmarn Bält.

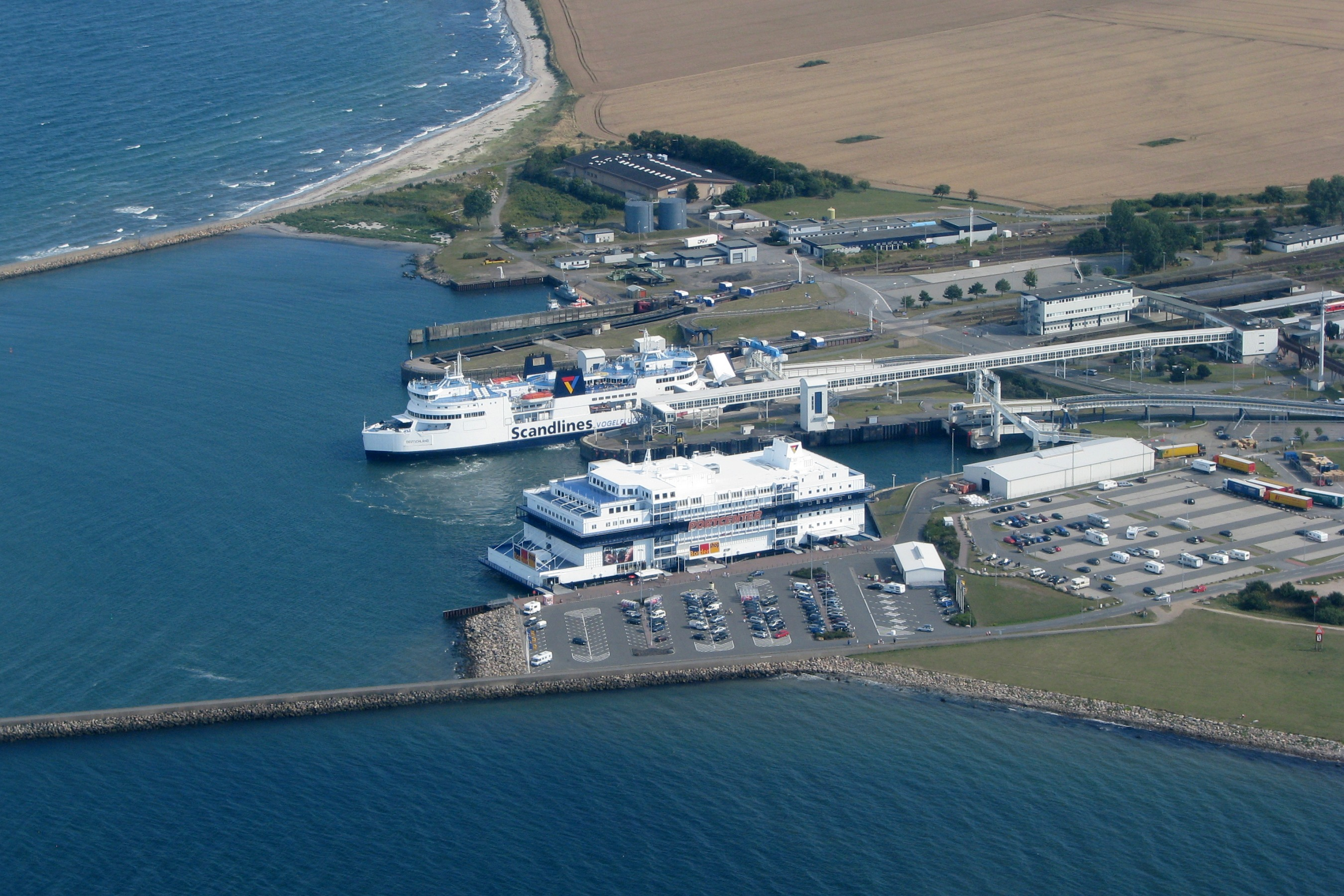
Puttgarden.

Fehmarn Bält (danska: Femern Bælt eller Femer Bælt, tyska: Fehmarnbelt lyssna (fil)) är ett sund mellan den nordtyska ön Fehmarn och den danska ön Lolland. Sundet är cirka 18 kilometer brett. Det är en del av Bälthavet mellan Mecklenburgbukten och Kielbukten. Fehmarn Bält sträcker sig mellan Östersjön och Stora Bält, med de danska öarna Lolland och Langeland i norr och den tyska ön Fehmarn i söder. Vattendjupet i Fehmarn Bält varierar mellan 10 och 30 meter, djupast i den sydligaste delen.
2007 kom regeringarna i Danmark och Tyskland överens om att man skall bygga en väg- och järnvägstunnel, Fehmarn Bält-förbindelsen, över detta sund. Den ska ha ungefär samma sträckning som färjelinjen Rødbyhavn–Puttgarden. Det slutgiltiga beslutet togs senare av de bägge ländernas parlament. Byggstarten ägde rum 2021, och tunneln planeras att stå klar 2029. Den fasta förbindelsen skall göra det möjligt att köra mellan Köpenhamn och Hamburg på cirka 3 timmar (vägavstånd cirka 320 kilometer).
Färjelinjen Rødby–Puttgarden är Nordens efter Helsingborg–Helsingör mest trafikerade (som även tar en stor del av tågtrafiken mellan Köpenhamn och Hamburg), vilken har avgångar var 30:e minut. En icke obetydlig andel av bilarna är svenska, och svenska kronor duger liksom danska och euro som valuta ombord. Trafiken drivs av Scandlines. Överfarten tar 40 minuter.
Fram tills 1985 hette vägen E4, men numera heter den E47. Danska sidan är ansluten till det danska motorvägsnätet, medan man får köra cirka 25 kilometer motortrafikledsliknande väg i Tyskland innan motorväg A1 börjar nära Heiligenhafen på tyska kusten.
Sundet tillhör övergångsområdet mellan det salta Kattegatt och Östersjöns brackvatten. Salthalten vid ytan kan här variera mycket från dag till dag, beroende av strömmen. Både den danska och den tyska sidan av sundet präglas i hög grad av stora mängder vindkraftverk.
Fehmarn Bält skall inte förväxlas med det mycket smalare Fehmarnsund, havet mellan Fehmarn och det tyska fastlandet.